# Кайзерлинг, Мейер
Мейер Кайзерлинг (нем. Meyer Kayserling; 17 июня 1829, Латцен — 21 апреля 1905, Будапешт) — раввин и историк еврейского народа.

## Биография
Мейер Кайзерлинг родился 17 июня 1829 года в Глайдингене (Латцен) под Ганновером. Учился в Хальберштадте, Праге, Вюрцбурге, Берлине. В 1861—1870 гг. занял пост главного раввина евреев Швейцарии, после 1870 г. — главного раввина Будапешта; был известен активной борьбой за гражданское равноправие евреев в этих странах.
Основным предметом научных исследований Кайзерлинга была история евреев Пиренейского полуострова. Ему принадлежат многочисленные труды на эту тему, в том числе:
- «Сефарды. Романская поэзия евреев Испании. К изучению литературы и истории испанских и португальских евреев» (нем. Sephardim. Romanische Poesien der Juden in Spanien. Ein Beitrag zur Literatur und Geschichte der Spanisch-Portugiesischen Juden; Лейпциг, 1859)
- «История евреев в Испании. Часть I: Евреи Наварры, Страны Басков и Балеарских островов» (нем. Geschichte der Juden in Spanien. I Theil: Die Juden in Navarra, den Baskenländern und auf den Balearen; Берлин, 1861)
- «История евреев в Португалии» (нем. Geschichte der Juden in Portugal; Лейпциг, 1867)
- «Пословицы и поговорки испанских евреев» (исп. Refranos é Proverbios de los Judios Españoles; Будапешт, 1889)
- Библиографический словарь «Biblioteca Española-Portugueza-Judaica» (Страсбург, 1890)
- «Христофор Колумб и участие евреев в испанских и португальских географических открытиях» (нем. Christophor Columbus und der Antheil der Juden an den spanischen und portugiesischen Entdeckungen; Берлин, 1894, в том же году английский перевод издан в Нью-Йорке, перевод на иврит — в Варшаве)

За свои изыскания в этой области Кайзерлинг был избран членом Королевской Академии в Мадриде.
Кайзерлингом написаны также книги, посвящённые жизни и деятельности отдельных выдающихся фигур еврейской культуры: в их числе три книги о Мозесе Мендельсоне (наиболее полная — «Мозес Мендельсон, его жизнь и труды», нем. Moses Mendelsohn, sein Leben und sein Wirken; Лейпциг, 1888), книга о Людвиге Филипсоне и др.
Кайзерлинг никогда не уклонялся от острых тем и был готов сочетать исследовательскую тщательность с публицистическими устремлениями. Это видно в таких его книгах, как «Еврейские женщины в истории, литературе и искусстве» (нем. Die Jüdischen Frauen in der Geschichte, Literatur und Kunst; Лейпциг, 1879) или «Ростовщичество и еврейство» (нем. Der Wucher und das Judenthum; Будапешт, 1882), но особенно ярко проявляется в тех его работах, которые связаны с прокатившейся по Европе в конце XIX века волной обвинений евреев в ритуальных убийствах (до России эта волна докатилась с опозданием в виде Дела Бейлиса 1911 года): на предъявление подобного обвинения еврейской общине венгерской деревни Тисаэслар Кайзерлинг сразу откликнулся работой «О кровавом навете в Тисаэсларе» (нем. Die Blutbeschuldigung von Tisza-Eszlár Beleuchtet; Будапешт, 1882).